# Винер, Кэтрин
Кэтрин Софи Винер (англ. Katharine Sophie Viner; род. 4 января 1971, Йоркшир, Великобритания) — британская журналистка и драматург. Стала первой женщиной — главным редактором газеты The Guardian 1 июня 2015 года.

## Карьера
Винер посещала гимназию Рипон, окончила Оксфорд и устроилась на работу в журнал Cosmopolitan. Через некоторое время ей предложили должность ассистента, а затем назначили заместителем редактора новостей и карьеры. В 1994 году Винер ушла в газету The Sunday Times.
Свою первую статью в The Guardian она впервые опубликовала в 1987 году, а в качестве постоянного автора появилась в газете в 1997. Она недолго поработала в женском отделе и стала в 1998 году редактором приложения Guardian Weekend. В 2002 году Британское общество редакторов журналов назвало Винер газетным редактором года. В 2008 году Винер была назначена заместителем редактора The Guardian, и редактировала субботнее издание газеты.
В 2013 Кэтрин открыла онлайн-издание в Австралии, собрав команду из 40 человек. Число уникальных пользователей достигло пяти миллионов в месяц менее чем за год. Сайт также получил высокую оценку за освещение проблем изменения климата и иммиграции. Затем в середине 2014 года Винер стала главным редактором Guardian US в Нью-Йорке.
Кэтрин сменила на посту главного редактора Алана Расбриджера, который занимал эту должность с 1995 года. Она стала первой женщиной, которая возглавила издание, и двенадцатым главным редактором за 194 года. Винер получила 53% голосов от 964 сотрудников редакции. Таким образом, она оставила позади 25 кандидатов на эту должность. Среди претендентов была Джанин Гибсон, занимавшаяся освещением утечек Сноудена, которые обеспечили газете Пулитцеровскую премию, и Эмили Белл, бывшая журналистка Guardian, которая ушла, чтобы стать директором Центра цифровой журналистики Tow при Колумбийском университете.
Кроме позиции главного редактора, Винер заняла должность директора группы Guardian News & Media, в которую входила газета The Observer. Лиз Форган, председатель совета директоров Scott Trust, назвала госпожу Винер «вдохновляющим и смелым лидером», который принял изменения в медииндустрии.
В 2017 году Винер получила премию Dairio Madrid за лонгрид «Как технологии уничтожили правду». В нём она противопоставляет институт медиа, который должен искать истину, новой эпохе интернета, где информационные потоки не контролируются. По её словам в 2016 году каждые 85 центов с одного доллара онлайн-рекламы в США уходили в Google и Facebook. Эти компании подрывают финансирование качественной журналистики и из-за персонализированных алгоритмов думают о том, как удовлетворить желания читателя, а не рассказать ему правду. В качестве самого яркого примера она привела ситуацию с премьер-министром Дэвидом Кэмероном. Всего за один день интернет разнёс слухи о том, что в студенческие годы Кэмерон совокуплялся с мёртвой свиньёй на мероприятии инициации. Как выяснилось позже, доказательств этого действия не было, а информацию предоставил анонимный источник.
Кэтрин Винер входила в правление Королевского национального театра в Лондоне и сотрудничала с британским актёром Аланом Рикманом. В 2005 году они вместе написали пьесу «Меня зовут Рэйчел Корри», основанную на сочинениях американской активистки, которая погибла в 2003 году во время протестов в секторе Газа.
В 2019 году Винер заняла 70-е место среди самых влиятельных женщин мира по версии журнала Forbes.

## Общественная деятельность

### Женщины в журналистике
В январе 2019 года Винер прочитала доклад в Лондонском городском университете в рамках лекций организации «Женщины в журналистике». Она рассказала, что приняла газету, когда в ней были большие финансовые проблемы. Чтобы их решить, пришлось ввести добровольный платный доступ. Эта модель, по её словам, хорошо сработала вместе с возможностью подписки.

### Общество редакторов
В ноябре 2018 года Винер прочитала лекцию на манчестерской ежегодной конференции Общества редакторов. Она рассказала о шести принципах журналистики Guardian, которые помогают газете развиваться:
— Не только критиковать, но и предлагать идеи для решения проблем. Например, Guardian запустила проект The Upside, где публиковала истории, «ориентированные на решения», по таким темам, как климат и чистая энергия, здравоохранение, женщины и другие;
— Сотрудничать с любыми организациями, которые помогут сделать журналистику лучше. В качестве примера она рассказала про то, как Guardian сотрудничала с 70 информационными организациями по делу о «Райском досье». И ещё с 17 организациями, чтобы продолжить расследование Дафне Каруана Галиции, которая была убита за журналистскую деятельность;
— Быть разнообразными. Например, в качестве приглашенных редакторов для Guardian Weekend газета пригласила авторов из онлайн-журнала gal-dem, который был создан молодыми цветными девушками;
— Быть значимыми. По мнению Винер в рамках этого принципа Guardian запустили серию подкастов «Сегодня в фокусе» и перезапустили издание Guardian Weekly в виде международного новостного журнала;
— Справедливо и честно сообщать о людях и власти. В качестве примера Винер даёт расследование про политический скандал Windrush, в рамках которого британские власти ошибочно депортировали людей;
— Сделать журналистику устойчивой. Этот шестой принцип она назвала личным, потому что он касался бизнес-модели Guardian. Винер с самого начала карьеры главным редактором выступает против введение платного доступа к сайтам Guardian. Она рассказала про систему добровольных вкладов, которую Кэтрин запустила в 2016 году. По её словам с марта 2016 года по ноябрь 2018 Guardian поддержали более одного миллиона человек.

### Правда и реальность в гиперсвязанном мире
В мае 2016 года Винер прочитала лекцию в Оксфорде на тему «Правда и реальность в гиперсвязанном мире».

### Эпоха открытого интернета
В 2013 году Кэтрин прочитала в Университете Мельбурна лекцию «Журналистика в эпоху открытого Интернета» в рамках проекта, посвященного политическому журналисту Артуру Норману Смиту. Это мероприятие проводится более 70 лет и предлагает самые престижные лекции по журналистике в Австралии. Винер заявила, что интернет разрушил прежнюю иерархию в распространении информации. Всемирная паутина стала местом, где ответ может быть мгновенным, а читатель знает больше, чем журналист. Так, The Guardian в апреле 2010 года призвала всех специалистов прислать в газету идеи, как предотвратить разлив нефти в Мексиканском заливе. В итоге 186 предложений были опубликованы в Интернете.

## Экологическая деятельность
В 2018 году на конференции Общества редакторов, Винер заявила, что климатический кризис занимает первое место в списке самых важных тем, которые Guardian будет в ближайшем времени заниматься.
Канадская журналистика Наоми Кляйн в книге «Доктрина шока» поблагодарила Кэтрин за то, что «она была для неё светом в конце туннеля, и превратила газету Guardian в стартовую площадку для книги».

## Эссе

### Журналистика в эпоху кризиса
Кэтрин часто публикует эссе, в которых рассказывает о работе The Guardian. Например, в ноябре 2017 года она опубликовала эссе «Журналистика в эпоху кризиса», в котором перечислила пять ценностей и принципов газеты на ближайшее будущее. По её словам, газета планирует развивать идеи, которые помогают улучшать мир, а не только критиковать; сотрудничать с читателями, чтобы увеличить влияние; диверсифицироваться, чтобы делать более разнообразные репортажи; быть значимыми на каждом этапе работы; честно сообщать о всём, что происходит.